# Pedicularis tantalorhyncha
Pedicularis tantalorhyncha là loài thực vật có hoa thuộc họ Cỏ chổi. Loài này được Franch. ex Bonati mô tả khoa học đầu tiên năm 1909.